# Coupe du Monde Cycliste Féminine de Montréal
La Coupe du Monde Cycliste Féminine de Montréal era una corsa in linea femminile di ciclismo su strada che si tenne a Montréal, in Canada, dal 1998 al 2009 nel mese di maggio. Faceva parte del calendario della Coppa del mondo di ciclismo su strada femminile.

## Storia
Venne corsa per la prima volta nel 1998 ed entrò subito a far parte del calendario della Coppa del mondo di ciclismo su strada femminile.

## Albo d'oro
Aggiornato all'edizione 2009.
| Anno | Vincitrice        | Seconda           | Terza             |
| ---- | ----------------- | ----------------- | ----------------- |
| 1998 | Diana Žiliūtė     | Jeannie Longo     | Barbara Heeb      |
| 1999 | Tracey Gaudry     | Lyne Bessette     | Anna Wilson       |
| 2000 | Pia Sundstedt     | Fabiana Luperini  | Diana Žiliūtė     |
| 2001 | Genevieve Jeanson | Susanne Ljungskog | Lyne Bessette     |
| 2002 | Dede Barry        | Anna Millward     | Genevieve Jeanson |
| 2003 | Genevieve Jeanson | Nicole Cooke      | Judith Arndt      |
| 2004 | Genevieve Jeanson | Judith Arndt      | Olivia Gollan     |
| 2005 | Genevieve Jeanson | Oenone Wood       | Mirjam Melchers   |
| 2006 | Judith Arndt      | Nicole Cooke      | Kristin Armstrong |
| 2007 | Fabiana Luperini  | Mara Abbott       | Judith Arndt      |
| 2008 | Judith Arndt      | Fabiana Luperini  | Leigh Hobson      |
| 2009 | Emma Pooley       | Emma Johansson    | Trixi Worrack     |